# Ашинський район
Аши́нський райо́н — муніципальне утворення в Челябінській області Росії.
Адміністративний центр - місто обласного підпорядкування Аша.

## Географія
Район знаходиться на заході Челябінської області, межує з Республікою Башкортостан. Площа району - 2792 км², на сільськогосподарські угіддя припадає 35,9 тис. га.

## Історія
Район був утворений 12 листопада 1960 року на території скасованого Міньярського району після перенесення райцентру в Ашу.

## Пам'ятки
Архітектурний пам'ятник: у селі Ілек - церква Стрітення Господнього (1820-ті роки).

## Ресурси Інтернету
- Сайт адміністрації Ашинського муніципального району [Архівовано 11 травня 2022 у Wayback Machine.]